# Šank Rock
Šank Rok je slovenačka rok grupa iz Velenja. Osnovna je 1982. godine. Originalnu postavu grupe činili su su: Matjaž Jelen (pevač), Miro Mramor (gitarista), Zvone Hranjec (gitarista), Aleš Uranjek (bubnjar), Cvetom Polak (bas gitarista) i Petra Slanič (klaviaturist). Njihova prva ploča Pridite na žur je izašla leta 1987. godine, a ubrzo nakon toga počeli su saradnju sa velenjskim menedžerom i producentom Rajkom Đorđevićem (vlasnikom televizijske stanice VTV i gitaristom rok grupe Ave). Tad se je dogodio brz medijski proboj i Šank Rok je uskoro postao poznat u celoj Sloveniji. Bend je u periodu 1999—2002. godine bio na pauzi. Godine 2006. bend je napustio gitarista Bor Zuljan i na njegovo mesto je došao Rok Petkovič, sa kojim je bend izdao novi album pod nazivom Senca sebe, koji je postigao znatan uspeh. Januara 2011. godine, basista Cvetko Polak i pevač Matjaž Jelen napustili su grupu zbog nesuglasnica, pa se ona uskoro opet raspala. Grupa je ponovo formirana 2014. godine, ali sa drugim sastavom.

## Članovi

### Sadašnji članovi
- Matjaž Jelen - vokal (1982—1998, 2002—2010, 2014—)
- Bor Zuljan - gitara (1990—1998, 2002—2006, 2014—)
- Cveto Polak - bas gitara (1982—1994, 2002—2010, 2014—)
- Sašo Gačnik - klavijature (2014—)
- Roman Ratej - bubnjevi (2014—)

### Bivši članovi
- Aleš Uranjek - bubnjevi (1982—1997, 2002—2010)
- Davor Klarič - klavijature (1982—2010)
- Roki Petkovič - gitara (2005—2010)
- Peter Slanič - klavijature (?—1988)
- Miro Mramor - gitara (?—1988)
- Zvone Hranjec - gitara (1982—1990)
- Inko Brus - bas gitara (1994—1998)
- Silvano Leban - bubnjevi (1997—1998)

## Diskografija
- Pridite na žur, 1987
- Dobro in zlo, 1988
- Jaz nimam noč za spanje, 1990
- Šank rock IV, 1991
- Moj nočni blues, 1992
- V živo na mrtvo, 1993 (live)
- Crime time, 1995
- Bosa dama, 1996 (unplugged)
- Poglej v svet, 1996
- Šank rock X, 1998
- Od šanka do rocka, 2002
- Vzemi ali pusti, 2003
- Na mrtvo v živo, 2004 (live)
- Senca sebe, 2007
- 25 let - Velenje, 2008 (live)
- Restart, 2015

## Spoljašnje veze
- Zvanični veb-sajt